# جامعة ماينتس

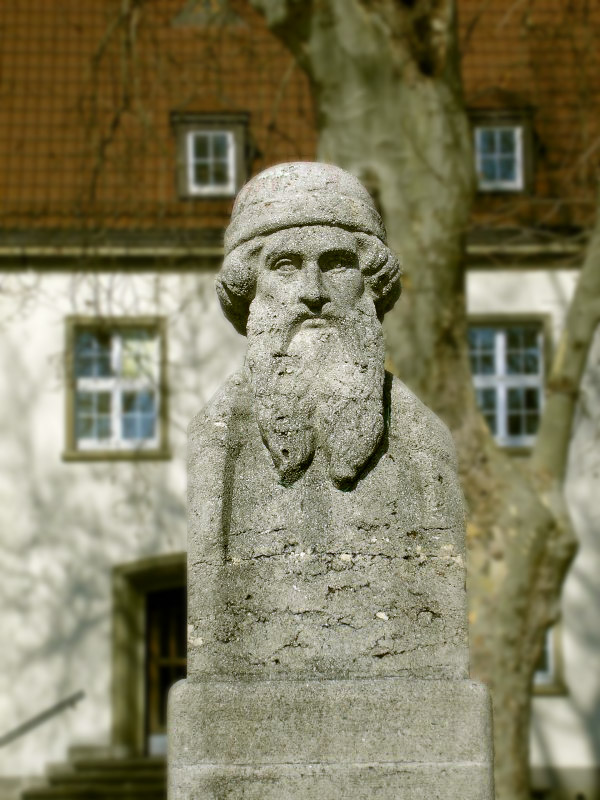
تمثال يوهان غوتنبرغ بجامعة ماينتس

جامعة يوهان غوتنبرغ في ماينتس (بالألمانية: Johannes Gutenberg-Universität Mainz)‏ هي جامعة ألمانية مقرها مدينة ماينتس بولاية راينلند بالاتينات. أُسِّسَت سنة 1477 وأغلقت سنة 1823 ثم أُعيد افتتاحها سنة 1946.
سميت الجامعة بهذا الاسم نسبة إلى مخترع الطباعة يوهان غوتنبرغ، ويدرس بها حوالي 36 ألف طالب وفقًا لإحصائيات سنة 2010، وتضم حوالي 150 مدرسة وعيادة طبية، وهي بذلك واحدة من أكبر عشر جامعات في ألمانيا. وقد أعيد ترتيب الجامعة إلى 11 كلية جامعية بدءًا من أول يناير 2005.

## وصلات خارجية
- الموقع الرسمي لجامعة ماينتس بالإنجليزية نسخة محفوظة 25 أكتوبر 2010 على موقع واي باك مشين.